# THE SHOW (電視節目)
《THE SHOW》（韓語：더 쇼）是韓國SBS funE頻道的一檔音樂電視節目；自第4季開始，節目增設音樂榜單排名。第5季則於2016年1月26日首播。

## 首播
| 頻道      | 所在地 | 播映日期                          | 播出時間（UTC+9）     |
| --------- | ------ | --------------------------------- | --------------------- |
| SBS MTV   |        | 2017年4月18日起                   | 每週二 18：30～20：00 |
| SBS MTV   |        | 2018年11月20日起                  | 每週二 18：20～19：50 |
| SBS MTV   |        | 2019年1月22日起                   | 每週二 18：00～19：30 |
| MTV Asia  | 東南亞 | 2019年1月22日起                   | 每週二 18：00～19：30 |
| SBS funE  |        | 2025年5月14日起                   | 每週二 18：00～19：30 |
| 頻道      | 所在地 | 播映日期                          | 播出時間（UTC+8）     |
| MTV娛樂台 | 臺灣   | 2022年2月19日起至2023年10月14日止 | 每週六 20：00～22：00 |

## 相關節目
- MBC M《Show Champion》
- Mnet《M Countdown》
- KBS 2TV《Music Bank》
- MBC《Show! 音樂中心》
- SBS《人氣歌謠》

## 外部連結
| 第1季 - 官方网站（SBS MTV）（） 第2季 - 官方网站（SBS MTV）（） | 第3季 - 官方网站（SBS）（） - 官方网站（SBS MTV）（） | 第4-5季 - 官方網站（页面存档备份，存于）（SBS）（） - 官方网站（SBS MTV）（） | 社交網站 - THE SHOW的X（前Twitter）（） - THE SHOW (電視節目)的哔哩哔哩个人空间 |